# ОШ „Свети Сава” Руменка
ОШ „Свети Сава” једна је од основних школа у Новом Саду. Налази се у улици Јована Јовановића Змаја 24, у Руменки. Назив је добила по Светом Сави, српском принцу, монаху, игуману манастира Студенице, књижевнику, дипломати и првом архиепископу аутокефалне Српске православне цркве.

## Историјат
На основу писаних извора прва школа у Руменки је основана 1756. у тадашњој Аустро-угарској монархији. Године 1874. су изграђене српска и мађарска основна школа, једна поред српке православне цркве, а друга поред мађарске реформатске цркве. Обе зграде и данас постоје, у првој је смештена сеоска библиотека под именом „Иво Андрић”, а зграда старе мађарске основне школе је адаптирана 2008. године и прилагођена настави у продуженом боравку за ученике школе. Како се повећавао број становника у селу, повећавао се и број ученика школе. Осмогодишња школа је отворена 1955. године у старој згради где се настава одвијала све до 1963. када је изграђена нова школска зграда, а у којој и данас ученици похађају наставу. Године 1992. ОШ „22. октобар” мења назив у ОШ „Свети Сава”. Еколошко школско друштво „Зелени чуперци” је основано 1991—92. Године 1998. су проглашени „Еколошком школом” од Управе за заштиту и унапређење животне средине, 2002. су освојили награду за најуређенију школу на територији општине Нови Сад и „Зелени лист” Еколошког покрета Републике Србије. Данас броји око 550 ученика и преко шездесет радника школе, укупан број одељења је двадесет и шест. Настава се изводи на српском и мађарском језику.

## Догађаји
Догађаји Основне школе „Свети Сава”:
- Савиндан
- Светски дан књиге и ауторских права
- Сајам спорта у Новом Саду
- Фестивал бајке
- Пројекат „Разгледница мог краја”
- Пројекат „Еколошко васпитање, здраво одрастање!”
- Кампања „Продужимо живот јелкама”